# سيدني كارول
سيدني كارول (بالإنجليزية: Sidney Carroll)‏ هو كاتب سيناريو أمريكي، ولد في 25 مايو 1913 في نيويورك في الولايات المتحدة، وتوفي في 3 نوفمبر 1988.

## وصلات خارجية
- سيدني كارول على موقع أرشيف الشارخ.
- سيدني كارول على موقع IMDb (الإنجليزية)
- سيدني كارول على موقع أول موفي (الإنجليزية)
- سيدني كارول على موقع قاعدة بيانات برودواي على الإنترنت (الإنجليزية)
- سيدني كارول على موقع قاعدة بيانات الأفلام السويدية (السويدية)
- سيدني كارول على موقع قاعدة بيانات الفيلم (الإنجليزية)
- سيدني كارول على موقع كينوبويسك (الروسية)